# Around the corner (The comfort song)
"Around the corner (The comfort song)" se puede traducir como A la vuelta de la esquina (La canción del consuelo). Es una canción compuesta por Per Gessle y cantada por él mismo y Helena Josefsson. 

## Grabación y lanzamiento de la canción
Fue grabada en el estudio T&A Studio junto a su director, Mats "MP" Persson, el 16 de diciembre de 2019 y lanzada en streaming  el 28 de febrero de 2020. Per Gessle terminó de componerla el día posterior al fallecimiento de Marie Fredriksson y es considerada un homenaje a ella, la cantante y compositora que junto a él fue parte del dúo Roxette. 

## Estilo de composición musical
Su estilo es inusual para el pop con una estructura "minimalista". Subjetivamente puede sonar "como una canción de cuna" y por tanto hace referencia al vintage que recupera del pasado aquello que se considera que no debe dejarse atrás. A su vez se diferencia de la gama de estilos ya recorrida por Per Gessle que van del rock al synth pop. 

## Contenido de la letra de la canción
La letra se relaciona a la pérdida de un ser querido y tiene un lenguaje simple pero poético. Es característico del estilo de escritura del músico no hacer referencias explícitas a hechos reales pero ha analizado en la televisión sueca la relevancia de su vínculo con la cantante para quien fue de gran ayuda durante el transcurso de su enfermedad. Se trató de un cáncer cerebral que la afectó desde 2002 y que marcó su carrera al abocarse a la lucha contra la enfermedad posponiendo el éxito internacional del que gozaba Roxette, tal como relató la cantante en su autobiografìa. 
Al momento de componer Around the corner (The comfort song), este duelo se juntó a otro en la familia Gessle. La canción refleja este estado emocional a través de diversas imágenes poéticas y la referencia a pensamientos comunes a todo aquel que enfrenta una pérdida.